# Kannagi

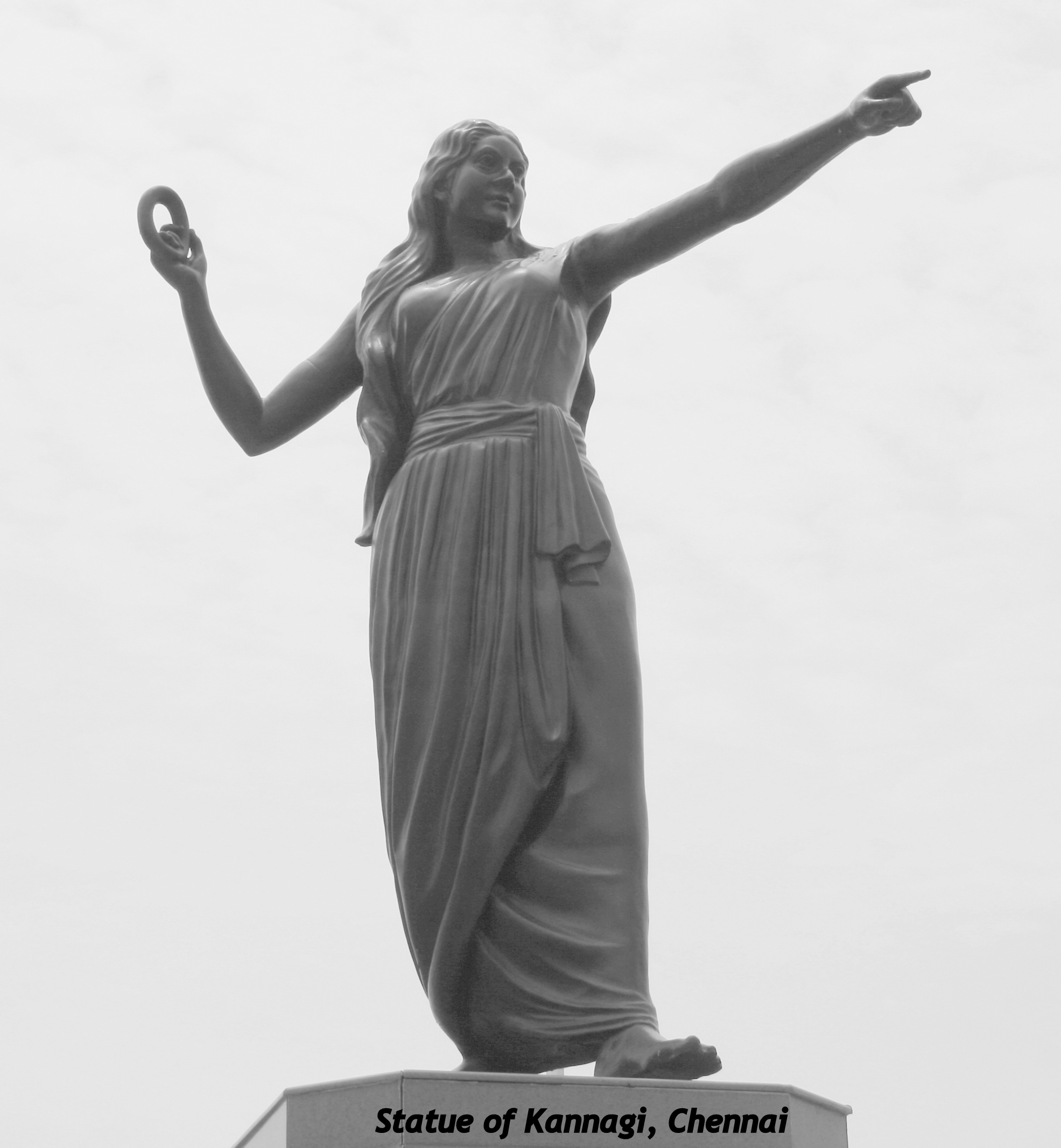
Estátua de Kannaki em Madrasta

Kannaki ou Kannagi é uma mulher lendária tâmil que é a personagem central no épico tâmil Silapathikaram (100-300 d.C:). A história relata a forma como Kannaki se vingou do rei pandia de Madurai por uma condenação à morte equivocada imposta ao seu marido Kovalan, por ter amaldiçoado a cidade.